# باگالوها
باگالوها (انگلیسی: The Bugaloos) نام یک برنامهٔ تلویزیونی آمریکایی ویژهٔ کودکان بود از سال ۱۹۷۰ تا ۱۹۷۲ میلادی، هر شنبه صبح، از شبکهٔ تلویزیونی ان‌بی‌سی پخش می‌شد.
داستان دریارهٔ یک گروه موسیقی مشتمل از چند کودک با لهجهٔ بریتانیایی است که در یک مکان خیالی به نام «جنگل آرامش» زندگی می‌کنند. آنها لباس حشرات را بر تن داشته و شاخک و بال هم دارند و گاهی می‌توانند پرواز کنند. اشکالِ کار آنجاست که این بچه‌ها، در معرض دسیسه‌های شیطانی «بنیتا بیزار» هستند که خودش کم استعداد و زشت‌رو است و چشم طمع به قدرت و استعداد موسیقی آنان دارد.
این مجموعه تلویزیونی، در سال ۱۳۵۱ خورشیدی، با دوبلهٔ فارسی از تلویزیون ملی ایران پخش شد.